# Дем'янчук Анатолій Степанович
Анато́лій Степа́нович Дем'янчу́к (* 1952) — доктор педагогічних наук, професор. Заслужений працівник освіти України.

## З життєпису
Президент університету, доктор педагогічних наук, професор, Заслужений працівник освіти України, Дійсний член Міжнародної педагогічної академії, Дійсний член Академії педагогічних і соціальних наук, Академік по відділенню проблем вищої школи Академії наук вищої школи України? дійсним членом Академії педагогічних і соціальних наук України, Віце-президентом Європейської асоціації безпеки, Почесним доктором Крайовей Ізби Едукації (м. Краків, Польща), Почесним доктором Інституту імені Яноша Кодолані (м. Секешфехервар, Угорщина), Почесним професором Барановицького державного університету (Білорусь).
За активну громадську позицію і вагомий внесок у розвиток вищої школи та науки України Дем'янчук А. С. нагороджений
- Ювілейною медаллю «25 років незалежності України»,
- Грамотою Верховної Ради України «За заслуги перед Українським народом»,
- Почесними грамотами Кабінету Міністрів України, Міністерства освіти і науки України,
- Медаллю «Григорій Сковорода»,
- Знаком «Ушинський К. Д.»,
- Почесними грамотами Національної академії педагогічних наук України,
- Почесною відзнакою Управління Служби безпеки України в Рівненській області,
- Золотою медаллю імені М. І. Туган-Барановського,
- Почесною грамотою Комітету з фізичного виховання та спорту,
- Подякою Малої академії наук учнівської молоді,
- Почесною грамотою народно демократичної партії,
- Пам'ятною медаллю «За меценатство»,
- Почесними грамотами Рівненської обласної державної адміністрації,
- Почесними грамотами та відзнакою Рівненської обласної ради,
- Почесною грамотою Федерації профспілок Рівненської області,
- Почесними грамотами виконавчого комітету Рівненської міської ради,
- Почесним знаком федерації волейболу України,
- Подякою федерації легкої атлетики Рівненської області.

Серед вагомих нагород останніх років варто виокремити такі: Почесний знак Федерації волейболу України ІІ ступеня (2018 р.), Медаль «Володимир Мономах»  національної академії педагогічних нак України (2018 р.), Подяка Федерації легкої атлетики Рівненської області (2019 р.); Почесна грамота Президента України (2020 р.), Почесний знак Української секції міжнародної поліцейської асоціації, Почесною грамотою Комітету з фізичного виховання та спорту (2020 р).